# Rochemaure
 Rochemaure  es una localidad y comuna de Francia, en la región de Ródano-Alpes, departamento de Ardèche, en el distrito de Privas. Es la cabecera del cantón de su nombre, aunque la comuna más poblada del mismo es Cruas.
Su población en el censo de 1999 era de 1.870 habitantes. Forma parte de la aglomeración urbana de Montélimar.
Está integrada en la Communauté de communes Barrès-Coiron.

## Demografía
| 1153 | 970 | 1067 | 1789 | 1809 | 1870 |
| Para los censos de 1962 a 1999 la población legal corresponde a la población sin duplicidades (Fuente: INSEE [Consultar]) |     |      |      |      |      |